# IC 2582
IC 2582 је спирална галаксија у сазвјежђу Шмрк (Пумпа) која се налази на листи објеката дубоког неба у Индекс каталогу.
Деклинација објекта је - 30° 20' 34" а ректасцензија 10h 29m 11,2s. Привидна величина (магнитуда) објекта IC 2582 износи 13,0 а фотографска магнитуда 13,7. IC 2582 је још познат и под ознакама ESO 436-28, MCG -5-25-6, IRAS 10268-3005, PGC 30880.